# آیزایا رابی
آیزایا رابی (انگلیسی: Isaiah Roby؛ زادهٔ ۳ فوریهٔ ۱۹۹۸) بازیکن بسکتبال اهل ایالات متحده آمریکا است.

## حرفه
از باشگاه‌هایی که در آن بازی کرده‌است می‌توان به دالاس ماوریکس اشاره کرد.